# Kristina Liščević
Kristina Liščević (født 20. Oktober 1989 i Sombor, SFR Jugoslavien) er en serbisk håndboldspiller som spiller for SCM Râmnicu Vâlcea og det serbiske landshold.
Hendes bror er Zlatko Liščević.